# Antigues escoles (Torrelles de Foix)
Les Antigues escoles és un edifici del municipi de Torrelles de Foix (Alt Penedès) que forma part de l'Inventari del Patrimoni Arquitectònic de Catalunya. Són edificis entre mitgeres i fent cantonada, de planta baixa i pis, amb la façana principal de composició simètrica amb coronament motllurat i escalonat, i tres ulls de bou. Obertures compostes verticalment amb marcs en relleu pintats de color vermell, repartides entre les línies de separació de pisos.